# 638 Moira
Moira (asteróide 638) é um asteróide da cintura principal com um diâmetro de 65,44 quilómetros, a 2,2872206 UA. Possui uma excentricidade de 0,163277 e um período orbital de 1 650,75 dias (4,52 anos).
Moira tem uma velocidade orbital média de 18,01480436 km/s e uma inclinação de 7,71629º.
Esse asteróide foi descoberto em 5 de Maio de 1907 por Joel Metcalf.